# 布目駅
布目駅（ぬのめえき）は、富山県富山市布目にあった富山地方鉄道射水線の駅（廃駅）である。射水線の廃線に伴い1980年（昭和55年）4月1日に廃駅となった。

## 歴史
- 1924年（大正13年）10月12日：越中電気軌道富山北口駅 - 四方駅間開通に伴い開業[1][2]。
- 1927年（昭和2年）2月13日：鉄道会社名を越中鉄道に改称。それに伴い同鉄道の駅となる[2]。
- 1943年（昭和18年）1月1日：交通統合に伴い富山地方鉄道射水線の駅となる[1][2]。
- 時期不詳：業務委託化[3]。
- 1980年（昭和55年）4月1日：射水線の廃線に伴い廃止となる[1][2]。

## 駅構造
廃止時点で、単式ホーム1面1線を有する地上駅であった。ホームは線路の東側（新港東口方面に向かって右手側）に存在した。
業務委託駅となっていた。駅舎は構内の北東側に位置し、ホーム北側に接していた。駅舎は小さな建物で、そのほかホーム上にトタン張りの待合所、駅舎の外に別棟でトイレ棟を有した。駅務員は駅舎に住み込みであった。

## 駅周辺
附近に住宅団地があり、廃止時点では新富山駅に次ぐ利用客があった。
- 富山県道207号四方新中茶屋線
- 布目簡易郵便局
- 富山市立八幡小学校
- 護国八幡宮
- 長専寺

## 駅跡
1997年（平成9年）時点では附近の線路跡は2車線の大規模農道に整備され、鉄道時代の面影はなくなった。2010年（平成22年）時点では場所すらわからなくなっている。

## 隣の駅
富山地方鉄道
射水線
八町駅 - 布目駅 - 鯰鉱泉前駅